# La Lionne blanche
La Lionne blanche (titre original : Den vita lejoninnan) est un roman policier de Henning Mankell paru en 1993 en Suède, traduit en français en 2004 et mettant en scène l'inspecteur de police Kurt Wallander.

## Résumé
En 1992, Louise Åkerblom, agent immobilier et jeune mère de famille, prend sa voiture pour faire une dernière visite avant de rentrer chez elle. Elle se trompe de maison et est abattue froidement d'une balle en pleine tête par un homme.
Dans le même temps, en Afrique du Sud, Victor Mabasha, tueur professionnel noir, se voit confier une mission très rémunératrice. Les commanditaires, des Boers extrémistes très haut placés dans l'administration, projettent de faire assassiner une personnalité au sommet de l'État.
En Scanie, l'inspecteur Wallander retrouve le corps de Louise au fond d'un puits. Quelques jours plus tard, une ferme abandonnée explose non loin du lieu de la macabre découverte. Dans les débris, les policiers retrouvent un doigt noir coupé, les restes d'un émetteur sophistiqué et une pièce de pistolet rare en Scandinavie.
À partir de ces pièces de puzzle aussi hétéroclites, Wallander va peu à peu se lancer sur une piste où il croisera la route d'un ex-agent du KGB et démêlera les fils d'un complot opposant les acteurs de la lutte pour le pouvoir dans un pays situé à des milliers de kilomètres de la paisible ville d'Ystad.

## Éditions françaises
Édition imprimée originale
- Henning Mankell (trad. du suédois par Anna Gibson), La Lionne blanche [« Den vita lejoninnan »], Paris, éd. du Seuil, coll. « Seuil policiers », 9 mars 2004, 429 p., 23 cm (ISBN 2-02-059193-6, BNF 39158259)

Édition au format de poche
- Henning Mankell (trad. du suédois par Anna Gibson), La Lionne blanche [« Den vita lejoninnan »], Paris, éd. du Seuil, coll. « Points : policier » (no 1306), 4 février  2005, 487 p., 18 cm (ISBN 2-02-078992-2, BNF 39924498)

Livre audio
- Henning Mankell (trad. du suédois par Anna Gibson), La Lionne blanche [« Den vita lejoninnan »], Ville-d'Avray, éd. Sixtrid, 4 février 2011 (EAN 3358950002092, BNF 42391602)Texte intégral ; narrateur : Guy Moign ; support : 2 disques compacts audio MP3 ; durée : 14 h 37 min environ ; référence éditeur : Sixtrid A13M.

## Adaptation télévisuelle
Le roman a fait l'objet, dans le cadre de la série télévisée Les Enquêtes de l'inspecteur Wallander (Wallander), avec Kenneth Branagh, d'une adaptation d'environ 90 minutes, titrée La Lionne blanche (The White Lioness), initialement diffusée, au Royaume-Uni, le 22 mai 2016 (saison 4, épisode 1).